# Sistema òptic

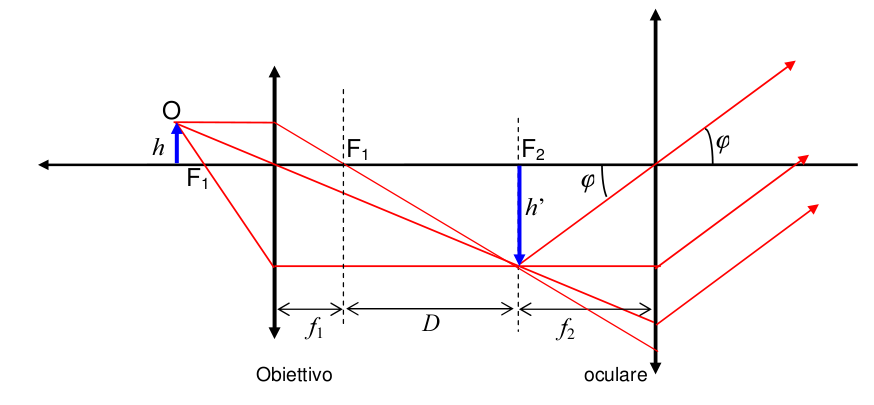
Esquema del sistema òptic centrat d'un microscopi, format per l'objectiu i l'ocular, representats com segments perpendiculars a l'eix del sistema.

Dins l'entorn de l'òptica geomètrica s'anomena  sistema òptic  a un conjunt de superfícies que separen mitjans amb diferents índexs de refracció.
Aquestes superfícies poden ser refractants o miralls, però no tenen per què ser de revolució ni presentar cap tipus d'alineació. Molt sovint es troben sistemes formats per superfícies esfèriques, amb els seus centres de curvatura situats sobre una mateixa recta anomenada  eix del sistema  o  eix òptic . A aquests sistemes se'ls anomena  sistemes òptics centrats , encara que amb freqüència s'omet aquest últim adjectiu al referir-se a ells.
Els sistemes òptics poden classificar-se en:
- Diòptrics, si estan formats només per superfícies refractants.
- Catóptrics, si ho estan només per miralls.
- Catadiòptrics, si estan formats per uns i altres.

## Limitació de raigs
Els feixos de raigs que travessen un sistema poden estar limitats per la mateixa muntura de la lent o per plaques amb orificis generalment circulars que s'interposen en el seu camí. Tècnicament, tant uns com altres reben el nom de diafragmes.

### Diafragma d'obertura
Al diafragma que limita el feix que, procedent d'un punt de l'eix òptic, penetra en el sistema, se l'anomena  diafragma d'obertura .

### Mesura de la limitació
Una mesura de la mida dels feixos s'obté mitjançant dos magnituds:
- L'obertura relativa o número f per a objectes situats a l'infinit.
- L'obertura numèrica per objectes situats a distàncies finites.

### Aproximació paraxial
Quan el diafragma d'obertura presenta un orifici molt petit, els raigs que el travessen penetren en el sistema amb una petita inclinació. En aquest cas la imatge obtinguda és el més semblant que podem exigir en òptica a una representació perfecta. Però perquè això es produeixi cal mantenir fortes restriccions sobre obertura i mida dels objectes.

### Aberracions
Per desgràcia, en augmentar les obertures o la mida dels objectes, apareixen defectes que anomenem aberracions, que poden classificar-se en:
1. Aberració esfèrica
2. Coma
3. Astigmatisme
4. Curvatura de camp (Petzval)
5. Distorsió
6. Aberració cromàtica

## Càlcul d'un sistema òptic
El càlcul d'un sistema òptic és una tasca que conjuga ciència, experiència i intuïció. En un primer pas es procedeix a substituir el sistema buscat per una lent prima de potència equivalent. Un cop determinada aquesta es procedeix al  doblat de la lent : la seva substitució per diverses lents gruixudes de potència equivalent. En aquest pas hi ha infinites possibilitats, en les quals es procedeix al càlcul i correcció de les aberracions produïdes per mitjà de diversos mètodes.